# 道萨
道萨（Dausa），是印度拉贾斯坦邦Dausa县的一个城镇。总人口61589（2001年）。

## 人口
该地2001年总人口61589人，其中男性32848人，女性28741人；0—6岁人口9565人，其中男5154人，女4411人；识字率65.58%，其中男性为75.94%，女性为53.73%。